# Dissen am Teutoburger Wald
Dissen am Teutoburger Wald est une ville de Basse-Saxe en Allemagne.